# Liropilio przhevalskii
Liropilio przhevalskii is een hooiwagen uit de familie echte hooiwagens (Phalangiidae).